# Wolfszahnnattern
Die Wolfszahnnattern (Lycodon) sind eine Schlangengattung der Eigentlichen Nattern aus der Familie der Nattern, die in Teilen Asiens verbreitet ist. Im englischen Sprachraum werden sie Wolf snakes („Wolfsschlangen“) genannt.

## Merkmale
Die Wolfszahnnattern haben einen Oberkieferknochen, der nach innen gebogen ist. Darin befinden sich vorne 3–6 Fangzähne unterschiedlicher Größe, die durch einen zahnlosen Zwischenraum von 7–15 hinteren Zähnen getrennt sind, von denen die letzten 2–3 größer ausfallen. Die Beschuppung ist glatt bis leicht gekielt. Die Pupillen der Wolfszahnnattern sind vertikal ovalförmig.

## Lebensweise

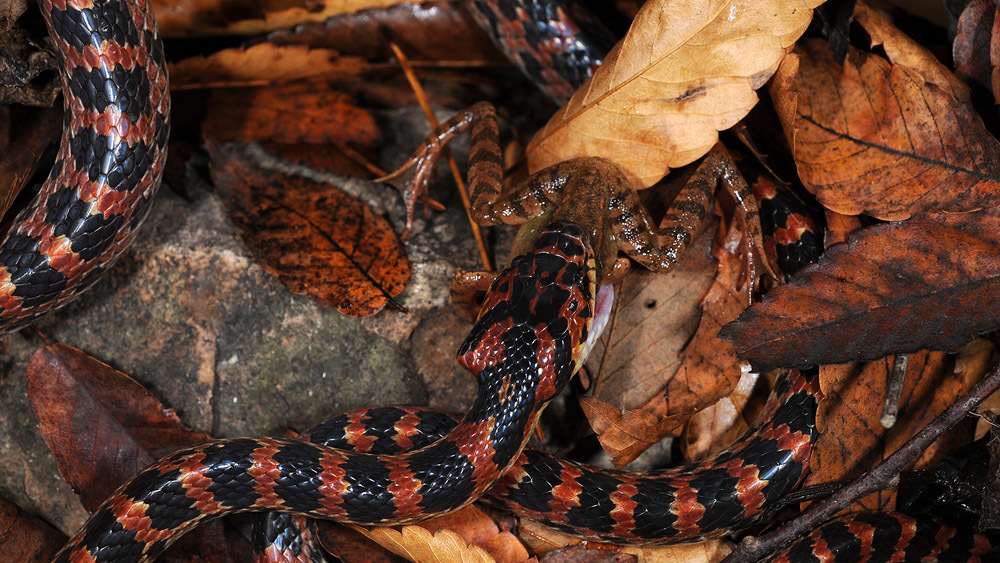
Großzahnnatter (L.rufozonatus) in Südkorea mit Amphibie als Beute

Die Wolfszahnnattern sind ovipar, teilweise baumbewohnend und ernähren sich u. a. von kleinen Amphibien, Reptilien und Nagetieren.

## Verbreitungsgebiet und Gefährdungsstatus
Die Gattung Lycodon ist in West- bis Südostasien (u. a. in Indien, Malaysia, Taiwan und den Philippinen) verbreitet in der subtropischen bis tropischen Klimazone.
Innerhalb der Gattung stuft die IUCN die Art Lycodon chrysoprateros als vom Aussterben bedroht (Critically Endangered) und Lycodon philippinus als gefährdet (Vulnerable) ein. Alle anderen Arten für die ausreichend Daten vorliegen gelten als nicht gefährdet (Least Concern).

## Systematik

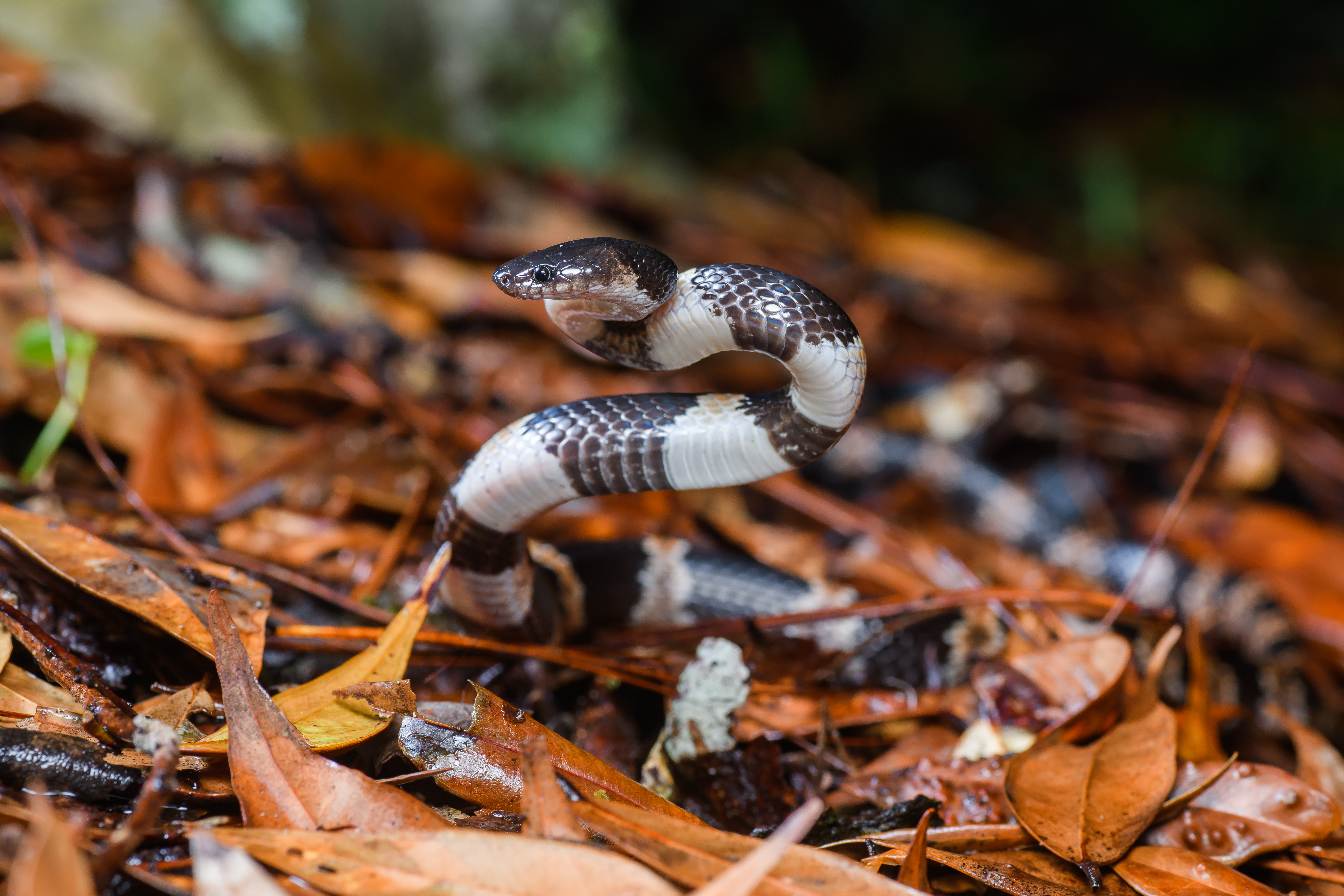
Lycodon fasciatus

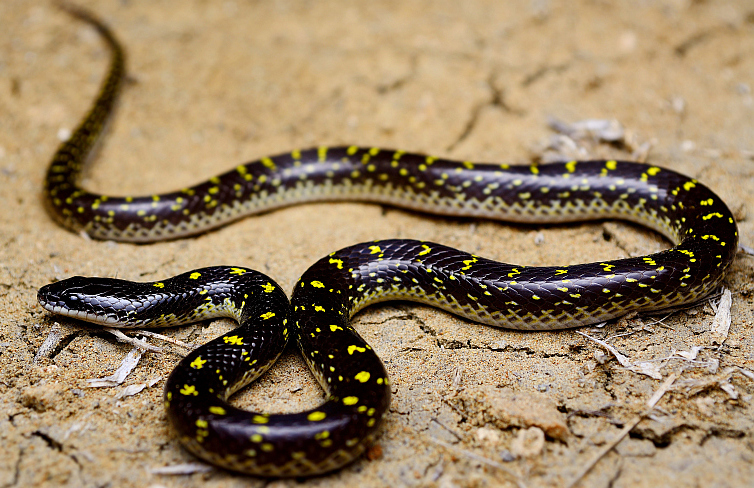
Lycodon flavomaculatus

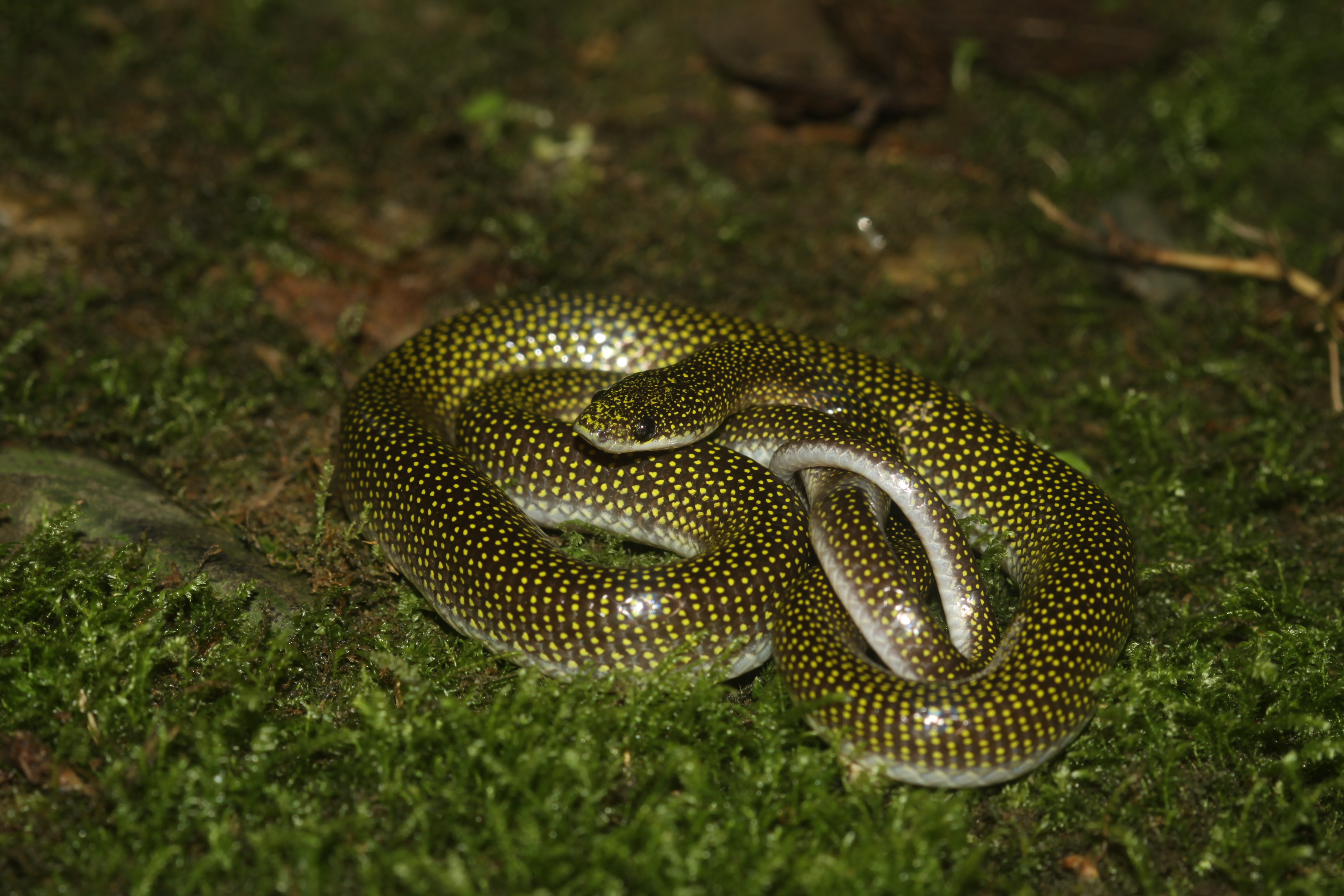
Lycodon jara

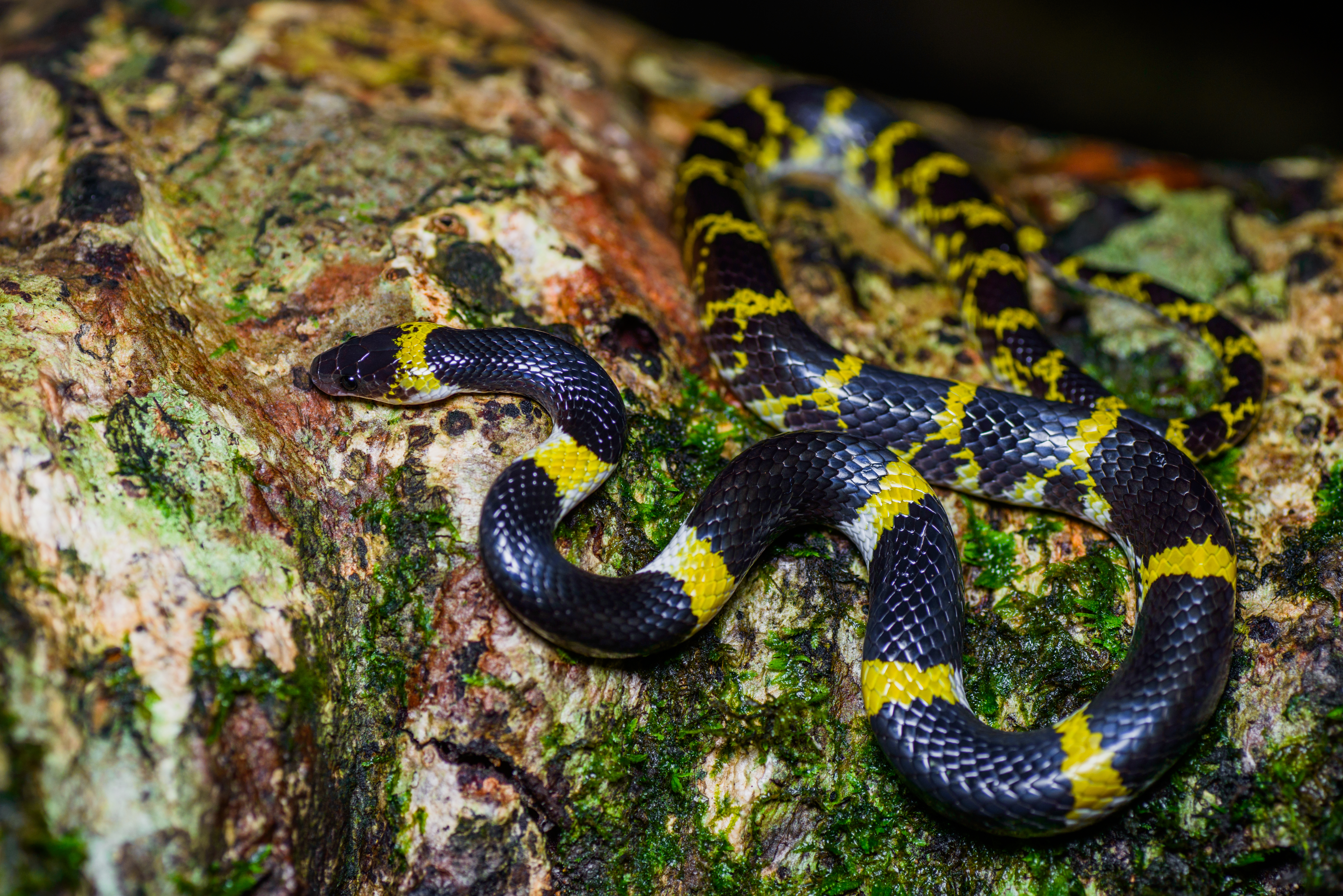
Lycodon laoensis

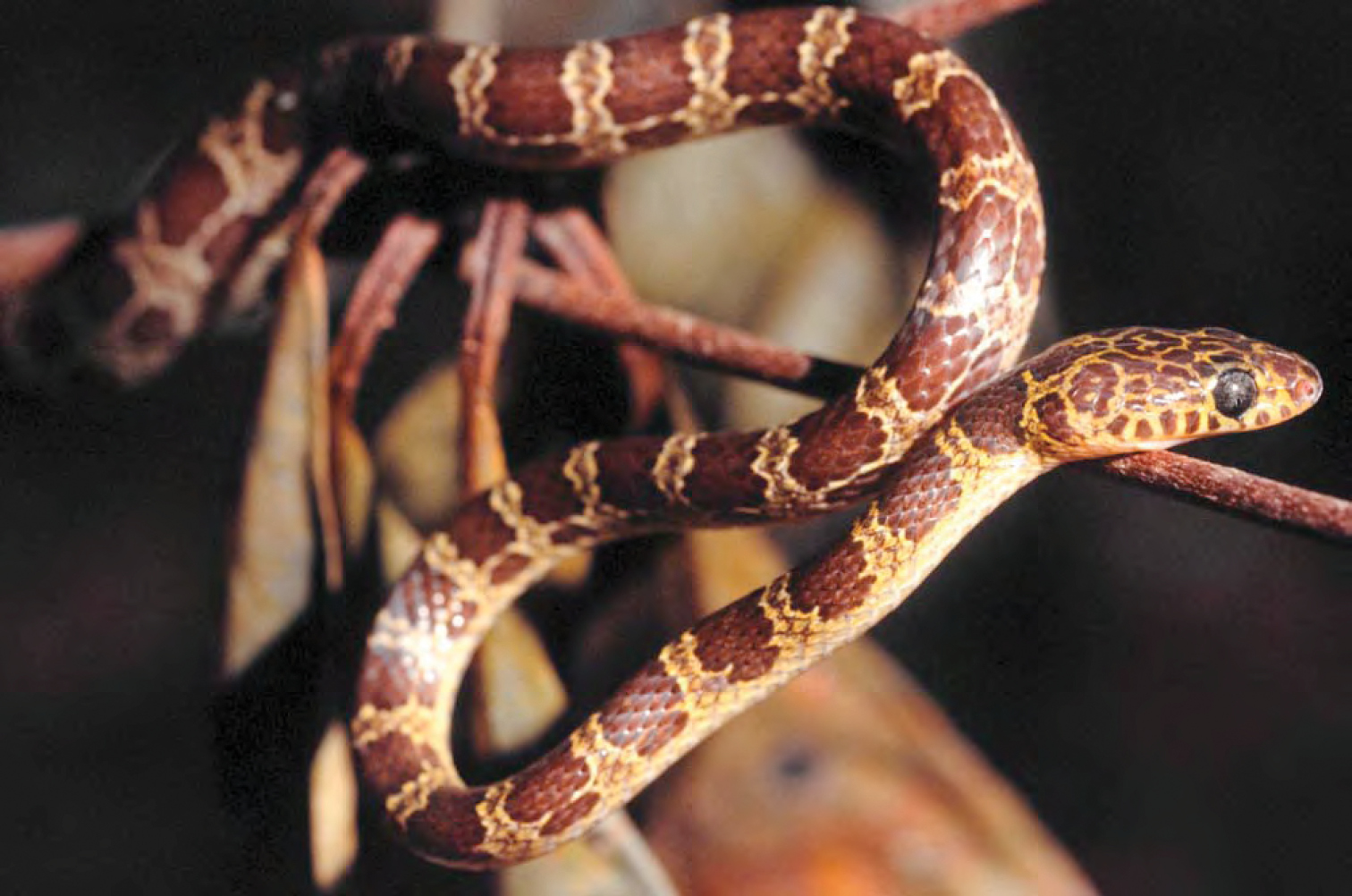
Lycodon muelleri

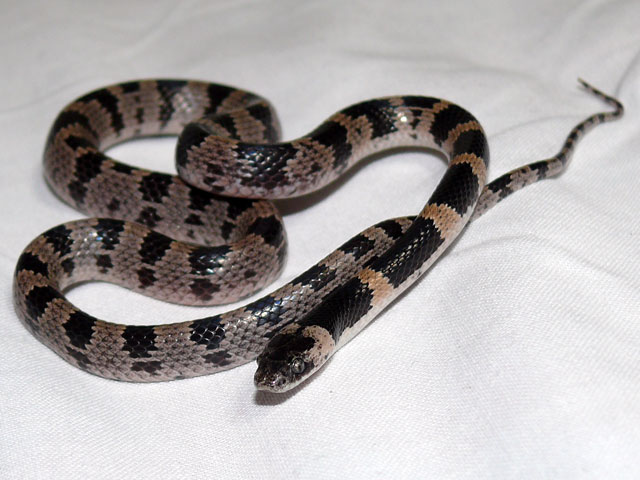
Lycodon orientalis

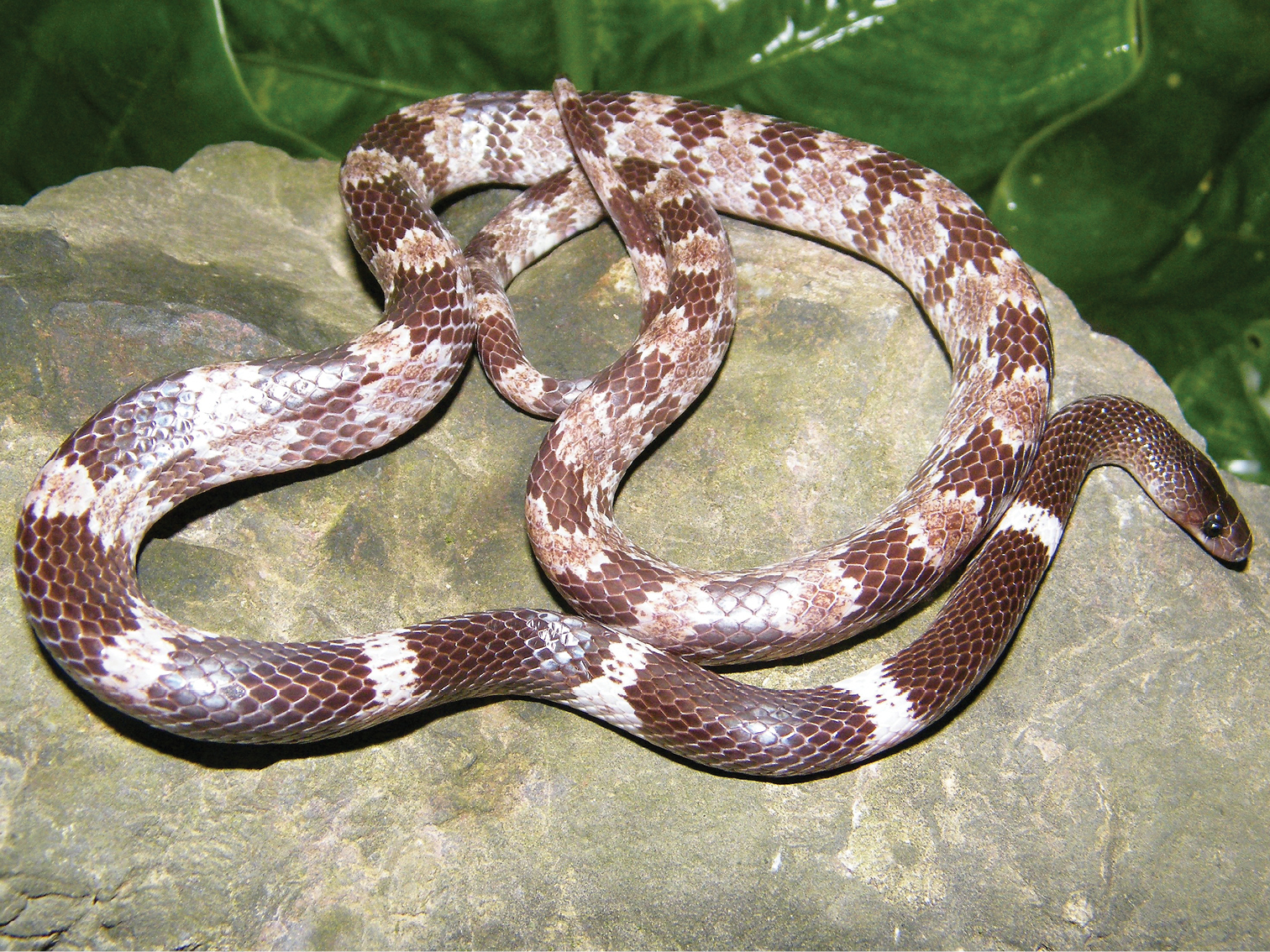
Lycodon pictus

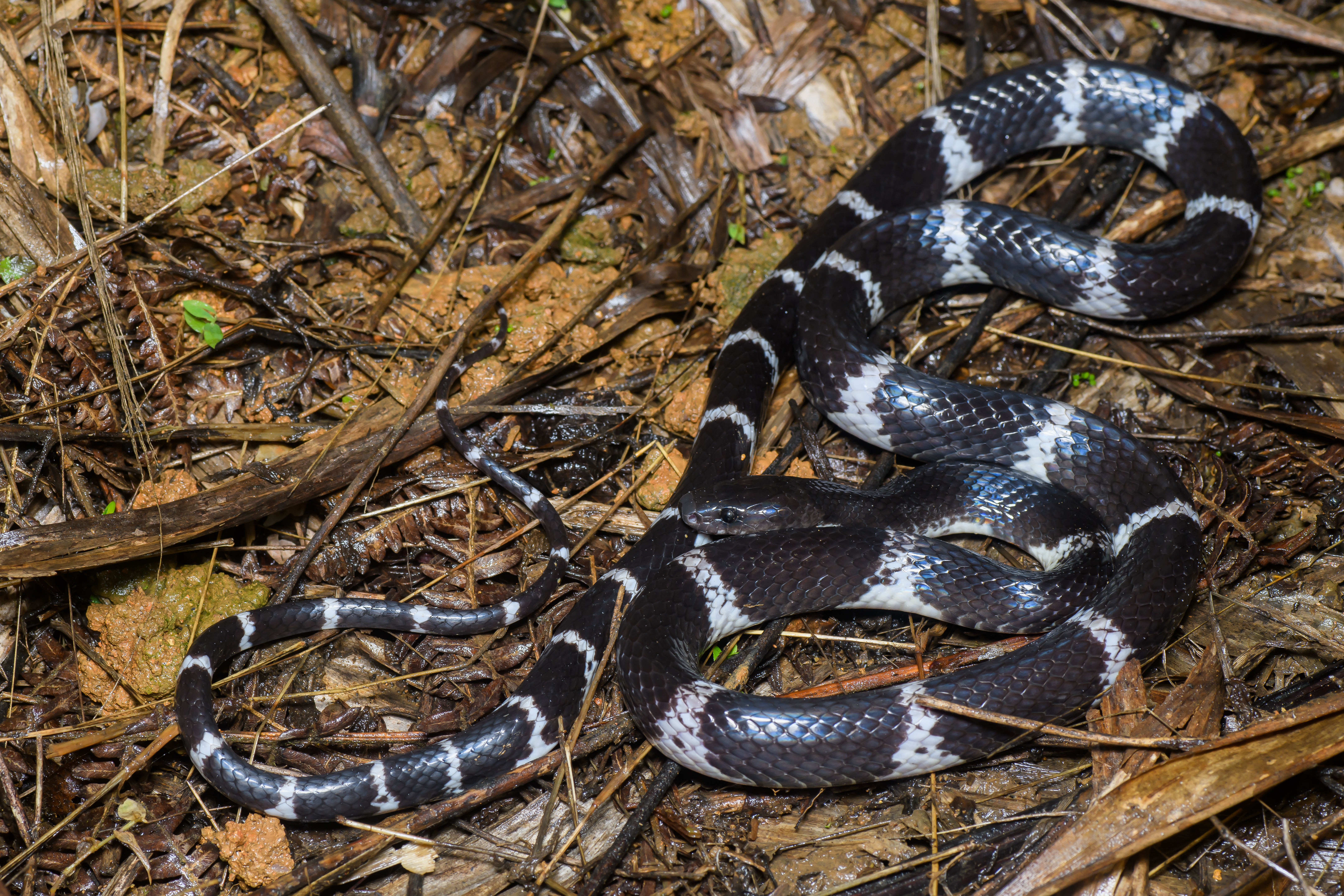
Lycodon septentrionalis

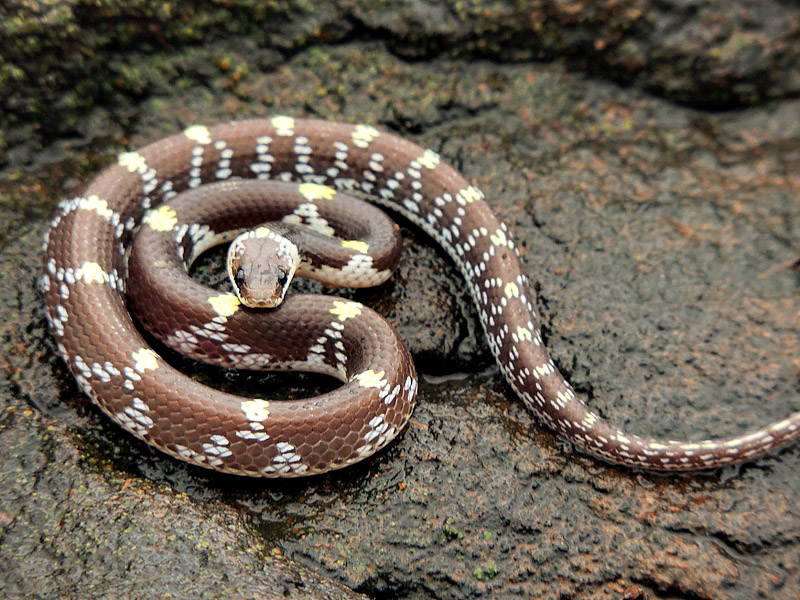
Lycodon striatus

Der Gattungsname setzt sich aus den Griechischen Wörtern lykos (Wolf) und odon (Zahn) zusammen und leitet sich von den Fangzähnen der Gattung ab. Es werden 72 Arten der Gattung Lycodon zugeordnet (Stand April 2024). Diese sind im Folgenden nach Taxon sortiert aufgelistet zusammen mit Autor(en) und Datum der Erstbeschreibung. Dabei bedeuten eingeklammerte Autoren, dass die Art ursprünglich unter einer anderen Gattung erstbeschrieben wurde.
- Dunkle Wolfszahnnatter (Lycodon albofuscus (Duméril, Bibron & Duméril, 1854))
- Lycodon alcalai Ota & Ross, 1994
- Lycodon anakradaya Nguyen, Duong, Wood & Grismer, 2022
- Lycodon aulicus (Linnaeus, 1758)
- Lycodon banksi Luu, Bonkowski, Nguyen, Le, Calame & Ziegler, 2018
- Lycodon bibonius Ota & Ross, 1994
- Lycodon bicolor (Nikolsky, 1903)
- Lycodon butleri Boulenger, 1900
- Kapuzen-Wolfszahnnatter (Lycodon capucinus Boie, 1827)
- Lycodon cardamomensis Daltry & Wüster, 2002
- Lycodon carinatus (Kuhl, 1820)
- Lycodon cathaya Wang, Qi, Lyu, Zeng & Wang, 2020
- Lycodon cavernicolus Grismer, Quah, Anuar M.S., Muin, Wood & Nor, 2014
- Lycodon chapaensis (Angel & Bourret, 1933)
- Lycodon chithrasekarai (Wickramasinghe, Vidanapathirana, Pushpamal & Wickramasinghe, 2020)
- Lycodon chrysoprateros Ota & Ross, 1994
- Lycodon davidi Vogel, Nguyen, Kingsada & Ziegler, 2012
- Lycodon davisonii (Blanford, 1878)
- Lycodon deccanensis Ganesh, Deuti, Punith, Achyuthan, Mallik, Adhikari & Vogel, 2020
- Lycodon dumerilii (Boulenger, 1893)
- Lycodon effraenis Cantor, 1847
- Lycodon fasciatus (Anderson, 1879)
- Lycodon fasciolatus (Shaw, 1802)
- Lycodon fausti Gaulke, 2002
- Lycodon ferroni Lanza, 1999
- Lycodon flavicollis Mukherjee & Bhupathy, 2007
- Lycodon flavomaculatus Wall, 1907
- Lycodon flavozonatus (Pope, 1928)
- Lycodon futsingensis (Pope, 1928)
- Lycodon gammiei (Blanford, 1878)
- Lycodon gibsonae Vogel & David, 2019
- Lycodon gongshan Vogel & Luo, 2011
- Lycodon gracilis (Günther, 1864)
- Lycodon hypsirhinoides (Theobald, 1868)
- Lycodon jara (Shaw, 1802)
- Lycodon kundui Smith, 1943
- Lycodon laoensis Günther, 1864
- Lycodon liuchengchaoi Zhang, Jiang, Vogel & Rao, 2011
- Lycodon maculatus (Cope, 1895)
- Lycodon meridionalis (Bourret, 1935)
- Lycodon muelleri Duméril, Bibron & Duméril, 1854
- Lycodon multifasciatus (Maki, 1931)
- Lycodon multizonatus (Zhao & Jiang, 1981)
- Lycodon nympha (Daudin, 1803)
- Lycodon obvelatus Wang, Yu, Vogel & Che, 2020
- Lycodon ophiophagus Vogel, David, Pauwels, Sumontha, Norval, Hendrix, Vu & Ziegler, 2009
- Lycodon orientalis (Hilgendorf, 1880)
- Lycodon paucifasciatus Rendahl in Smith, 1943
- Lycodon philippinus (Griffin, 1909)
- Lycodon pictus Janssen, Pham, Ngo, Le, Nguyen & Ziegler, 2019
- Lycodon rosozonatus (Hu & Zhao, 1972)
- Großzahnnatter (Lycodon rufozonatus Cantor, 1842)
- Berg-Wolfszahnnatter (Lycodon ruhstrati (Fischer, 1886))
- Lycodon sealei Leviton, 1955
- Lycodon semicarinatus (Cope, 1860)
- Lycodon septentrionalis (Günther, 1875)
- Lycodon serratus Wang, Yu, Vogel & Che, 2020
- Lycodon sidiki Wostl, Hamidy, Kurniawan & Smith, 2017
- Lycodon solivagus Ota & Ross, 1994
- Lycodon stormi Boettger, 1892
- Lycodon striatus (Shaw, 1802)
- Lycodon subannulatus (Duméril, Bibron & Duméril, 1854)
- Lycodon subcinctus Boie, 1827
- Lycodon synaptor Vogel & David, 2010
- Lycodon tessellatus Jan, 1863
- Lycodon tiwarii Biswas & Sanyal, 1965
- Lycodon travancoricus (Beddome, 1870)
- Lycodon tristrigatus (Günther, 1858)
- Lycodon truongi Nguyen, Duong, Wood & Grismer, 2022
- Lycodon zawi Slowinski, Pawar, Win, Thin, Gyi, Oo & Tun, 2001
- Lycodon zayuensis Jiang, Wang, Jin & Che, 2020
- Lycodon zoosvictoriae Neang, Hartmann, Hun, Souter & Furey, 2014